# Бандера, Тарас Иосифович
Тара́с Ио́сифович Банде́ра (укр. Тарас Йосипович Бандера; 6 февраля 1929 — 9 октября 2016) — советский и украинский спортсмен, тренер по стрельбе из лука.

## Биография
Родился в польском городе Стрый. К началу Второй мировой войны поселился в Бориславе, откуда происходила его мать — Крысько (Бандера) Стефания Теодоровна. Отец — Бандера Иосиф Онуфриевич. Приходится племянником Степану Бандере по отцу.
В мае 1941 года вместе с матерью был эвакуирован в Сибирь (Омская область). В 1946 году вернулся на Украину, получил высшее образование. Учился на военном факультете при Ленинградском институте физической культуры имени Лесгафта, который окончил в 1952 году.
Работал в Бориславе инженером на предприятии «Хлорпроект», стал мастером спорта СССР по стрельбе из лука и создал при Львовском спортивном клубе армии Прикарпатского военного округа в Бориславе школу лучников, которая славилась во всём Союзе. В те годы в Бориславе проводилось даже первенство СССР по стрельбе из лука «Прикарпатская стрела» (соорганизаторы — Роман Труш, Михаил Блинда, Андрей Гавришкив).
Воспитанник Тараса Бандеры — Любомир Стрельбицкий — стал первым в СССР призёром чемпионата Европы по стрельбе из лука, позже также стал заслуженным тренером СССР по этому виду спорта. Всего Бандера воспитал более 30 мастеров спорта.
В последние годы жизни Тарас Бандера писал мемуары. В 2009 году получил звание «Почётный гражданин города Борислава».
Умер 9 октября 2016 года, похороны прошли на следующий день в Бориславе.